# Nedim Remili
Nedim Remili (Créteil, 18 luglio 1995) è un pallamanista francese.
Con la nazionale francese ha vinto il campionato mondiale 2017

## Palmares

### Competizioni nazionali
- Division 2: 1

Créteil: 2013-14
- Division 1: 6

PSG: 2016-17, 2017-18, 2018-19, 2019-20, 2020-21, 2021-22
- Coppa di Francia: 3

PSG: 2017-18, 2020-21, 2021-22
- Coppa di Lega: 3

PSG: 2016-17, 2017-18, 2018-19
- Supercoppa di Francia: 2

PSG: 2016, 2019
- Campionato polacco: 1

Kielce: 2022-23
- Campionato ungherese: 2

Veszprém: 2023-24, 2024-25
- Coppa d'Ungheria: 1

Veszprém: 2023-24

#### Competizioni internazionali
- IHF Super Globe: 1

Veszprém: 2024

### Nazionale
- Olimpiadi

 Tokyo 2020
- Mondiali

 Francia 2017
 Polonia e Svezia 2023
 Germania 2019, Croazia, Danimarca e Norvegia 2025
- Europei

 Germania 2024
 Croazia 2018

### Individuale
- Campionato mondiale maschile di pallamano 2017: miglior terzino destro
- Tokyo 2020: miglior centrale
- Campionato mondiale maschile di pallamano 2023: miglior centrale
- Campionato europeo maschile di pallamano 2024: MVP
- IHF Super Globe 2024: MVP